# 曲池穴
曲池穴（きょくちけつ）は、手の陽明大腸経に所属する11番目の経穴である。同経の合土穴である。

## 部位
左右の肘窩横紋橈側端陥凹部で、上腕骨外側上顆の前に取穴する。

## 名前の由来
曲は曲がったことを指し、池は肘関節に陥凹ができることから名づけられた。

## 効能
歯痛を抑えるツボと考えられ、月経不順、熱病に効く。眼疾患、肩甲神経痛、片麻痺、上腕神経痛、肘痛、生理不順、肘関節痛にも使われる。 　